# Tatiana Blatnik
Tatiana de Grecia y Dinamarca (de soltera Tatiana Blatnik) (Caracas, Venezuela, 27 de agosto de 1980) es la exesposa del príncipe Nicolás de Grecia y Dinamarca, tercer hijo del rey Constantino II y la reina Ana María de Grecia.

## Biografía
Tatiana nació el 27 de agosto de 1980 en Caracas (Venezuela), aunque se crio en Suiza. Es hija de Ladislav Vladimir Blatnik, natural de Eslovenia, y de Marie Blanche Bierlein, natural de Múnich. Tiene un hermano mayor, Boris Blatnik. Sus abuelos maternos son Ernst Bierlein, nacido en Múnich, y la condesa Ellinka von Einsiedel, nacida en Würmegg, y descendiente del príncipe Guillermo II de Hesse-Kassel.
Su padre biológico murió cuando Tatiana tenía seis años, por lo que fue criada por su madre. Su padrastro, Attilio Brillembourg, es el dueño de una compañía de servicios financieros en Nueva York.

### Estudios y trabajo
Tatiana estudió en el colegio de Aiglon, un internado en Suiza, y posteriormente en la Universidad de Georgetown, donde se graduó en el 2003 en un grado de sociología.
Hasta julio de 2010, trabajó en el departamento de publicidad como planificadora de eventos para la diseñadora Diane von Fürstenberg. Tras su boda con el príncipe Nicolás, Tatiana colabora en diversas causas solidarias junto a su marido.

## Matrimonio

### Compromiso
El compromiso de Tatiana y Nicolás se anunció el 28 de diciembre de 2009, por la oficina del rey Constantino en Londres, tras varios años de noviazgo.

### Boda
La pareja se casó el 25 de agosto de 2010 en la isla de Spetses (Grecia), ante familiares y miembros de varias casas reales europeas. La boda fue ampliamente difundida por los medios griegos. Tatiana llevó un vestido del diseñador venezolano Ángel Sánchez.
Divorcio
La pareja anunció su separación de hecho el 19 de abril de 2024.Posteriormente, se divorciaron.

## Obras publicadas
- El sabor de Grecia: recetas, cocina y cultura -con Diana Farr Louis- (2016)

## Títulos y estilos
| ● 27 de agosto de 1980-25 de agosto de 2010: | Señorita Tatiana Ellinka Blatnik                         |
| ● 25 de agosto de 2010-presente:             | Su alteza real la princesa Tatiana de Grecia y Dinamarca |

## Distinciones honoríficas

### Distinciones honoríficas griegas
- Dama Gran Cruz de la Orden de las Santas Olga y Sofía.[10]